# ТВД (Львів)
ТВД (скорочено від Твій вишуканий дім) — український футзальний клуб зі Львова. Заснований в 1997 році, після сезону 2010–2011 припинив своє існування.

## Історія
Футзальний клуб «ТВД» (згодом — ТзОВ «ТВД») створений 1997 року, з якого й розпочав виступи у першості Львівської області. Спочатку були поразки, але керівництво та ініціатори створення команди на чолі з Мироном Кіндієм не втрачали віри в майбутнє. І через три роки «ТВД» здобув свою першу важливу перемогу. У лютому 2000 року «ТВД» став чемпіоном Львівської області. Оскільки чемпіонат Львівщини (1999–2000) мав статус регіонального (друга ліга, західна зона), «ТВД» отримав право поборотися за путівку до першої ліги України. У перехідному турнірі «ТВД» змагався з дніпропетровським «Будівелом», запорізькою «Академією», київськими клубами «МАСТ» і «Метрополітен». Не програвши жодного матчу, «теведисти» впевнено посіли перше місце, а разом з ним вибороли путівку до першої ліги України.
Дебютний сезон у першій всеукраїнській лізі «ТВД» провів невдало. Проте з приходом на тренерський місток Романа Ковальчика гравці «ТВД» почали прогресувати. І вже другого сезону (2001–2002) виступів у першій лізі України «ТВД» виграв регулярний чемпіонат і посів третє місце у фінальній пульці. У сезоні 2002/03 команда вдруге поспіль виборола перепустку до вищої ліги України. Відтак, з 2003 року «ТВД» — незмінний учасник вищої ліги.
Свій дебютний виступ у «вишці» «теведисти» завершили на останньому, 12 місці (сезон 2003/04). У наступному сезоні (2004/05) підопічні Романа Ковальчика фінішували 12-ми з 15 команд-учасниць, в сезоні 2005/06 фінішували на восьмій сходинці.
Найкращим для «ТВД» став чемпіонат України сезону 2006/07 рр., коли львівська команда посіла п'яте місце, колишній гравець команди Роман Вахула став першим майстром спорту з-поміж своїх одноклубників з «ТВД». Також команда дійшла до фіналу Кубка України, де в запеклій боротьбі по пенальті (основний час закінчився з рахунком 2:2) програла Єнакієвцю.
У сезоні 2007/08 «теведисти» підкорили кубкову вершину, взявши реванш у фіналі у все того ж Єнакієвця (3:1), і вперше з-поміж усіх львівських команд привезли Кубок України у місто Лева, а усі гравці «ТВД» стали майстрами спорту України.
Наступні два сезони команда Романа Ковальчика була міцним середняком у вищій лізі. У сезоні 2008/09 «теведисти» фінішували на шостому місці, а у сезоні 2009/10 — на сьомій сходинці.
Сезон 2010–2011 рр. став для «ТВД» восьмим у вищій лізі України. В ньому команда зайняла 7-ме місце в регулярному чемпіонаті, що дозволило їй вийти в другий етап (плей-офф), де в матчах 1/4 фіналу львів'яни поступилися майбутньому чемпіону — івано-франківському «Урагану». Після цього вони програли серію «Кардиналу-Рівне» у боротьбі за 5 місце і мали поборотися з харківським Монолітом у матчах за 7-ме місце.
Однак, 11 травня 2011 року в офіс АМФУ надійшов офіційний лист від керівництва «ТВД» про зняття команди з розіграшу чемпіонату України серед команд вищої ліги у зв'язку з важким фінансовим становищем.

## Титули та досягнення
- Володар Кубка України з футзалу: 2007/08
- Фіналіст Кубка України з футзалу: 2006/07
- Фіналіст Суперкубка України: 2008 р.

## Рекорди
- Найбільша перемога: 13:0 («Каменяр» Дрогобич, 19 квітня 2003 року, Львів)
- Найбільша перемога в чемпіонатах України: 13:0 («Каменяр» Дрогобич, 19 квітня 2003 року, Львів)
- Найбільша перемога у Вищій лізі: 6:0 («Сумигаз» Суми, 11 січня 2006 року, Львів), («Будівел» Дніпропетровськ, 8 листопада 2007 року, Львів), (ПФС «Севастополь» Севастополь, 20 грудня 2009 року, Севастополь); 9:3 («Будівел» Дніпропетровськ, 7 травня 2006 року, Дніпропетровськ); 8:2 («Дніпроспецсталь» Запоріжжя, 28 березня 2007 року, Львів)
- Найбільша перемога у Першій лізі: 13:0 («Каменяр» Дрогобич, 19 квітня 2003 року, Львів)
- Найбільша перемога у Другій лізі: 14:2 (МФК «Миколаїв» Миколаїв, 12 грудня 1999 року, Миколаїв)
- Найбільша перемога в Кубку України: 9:1 («Кобра» Київ, 19 грудня 1996 року, Бориспіль)

## Відомі гравці
- Роман Вахула
- Леонід Маковський
- Мирон Кіндій
- Євген Рогачов

## ТВД-Ветеран
ТВД-Ветеран - ветеранський клуб фірми. На відміну від професійного, який припинив існування, діє й нині. Неодноразовий призер першостей України серед ветеранів різних вікових груп. Матчі проводить, зокрема, на власному майданчику, збудованому в 2015 році (вул. Луганська, 20).